# Morella californica
Morella californica är en porsväxtart som först beskrevs av Adelbert von Chamisso och Schltdl., och fick sitt nu gällande namn av R.L. Wilbur. Morella californica ingår i släktet Morella och familjen porsväxter. Inga underarter finns listade i Catalogue of Life.

## Bildgalleri

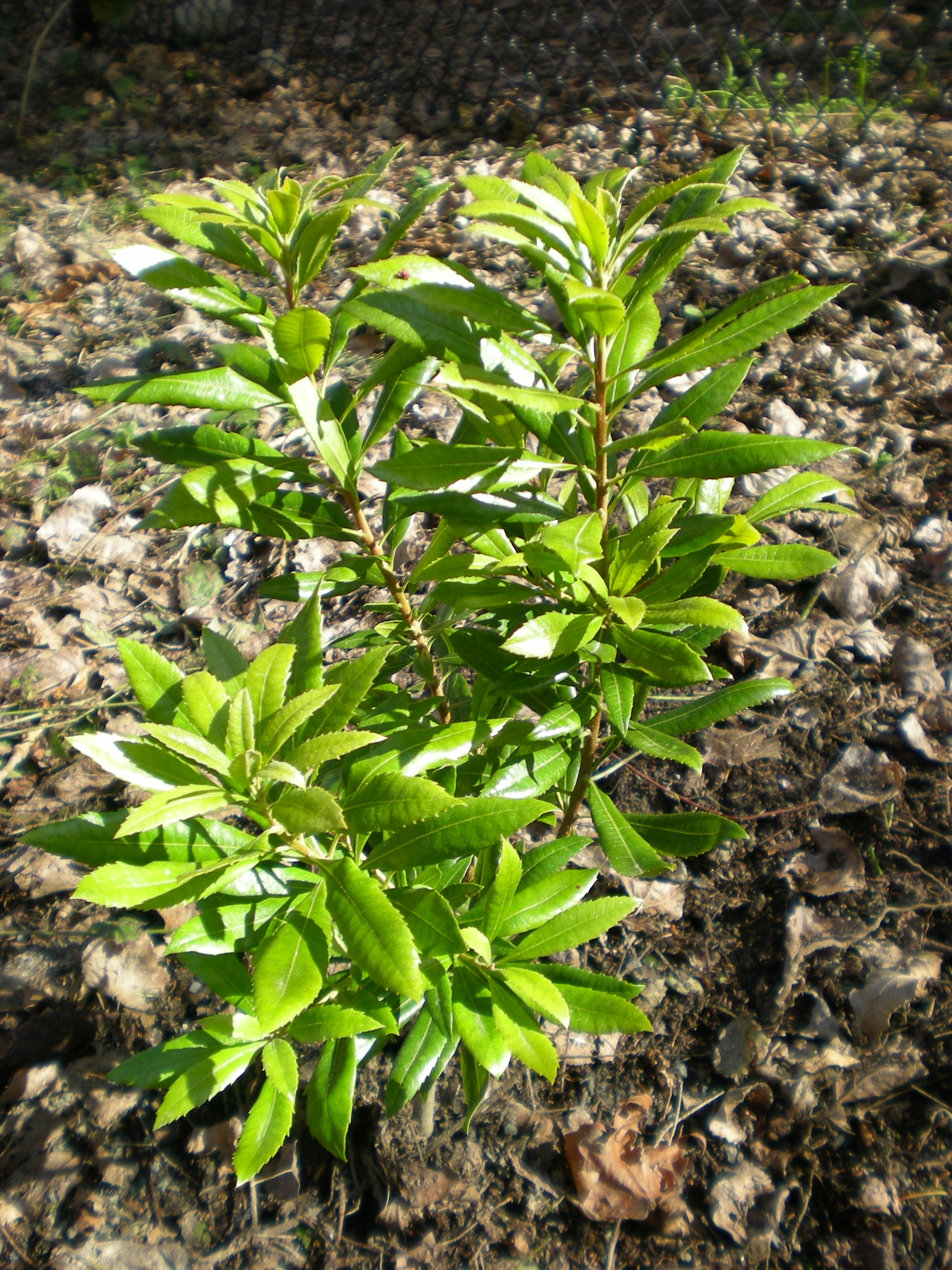